# Mordellistena liljebladi
Mordellistena liljebladi är en skalbaggsart som beskrevs av Karl Friedrich Ermisch 1965. Mordellistena liljebladi ingår i släktet Mordellistena och familjen tornbaggar. Inga underarter finns listade i Catalogue of Life.